# Thompsoniana
Thompsoniana is een kevergeslacht uit de familie van de boktorren (Cerambycidae). De wetenschappelijke naam van het geslacht werd voor het eerst geldig gepubliceerd in 1971 door Podaný.

## Soorten
Thompsoniana omvat de volgende soorten:
- Thompsoniana imitans (Aurivillius, 1910)
- Thompsoniana jirouxi Morati & Huet, 2004
- Thompsoniana lugubris (Ritsema, 1892)
- Thompsoniana mireiae Vives, Bentanachs & Chew, 2009
- Thompsoniana nieuwenhuisii (Ritsema, 1909)
- Thompsoniana udei (Schmidt, 1922)
- Thompsoniana vandepolli (Ritsema, 1899)
- Thompsoniana vodozi Morati & Huet, 2004